# Мост (Чехия)
Мост (чеш. Most), бывш. Брюкс (нем. Brüx; лат. Pons) — статутный город в Чехии, в Устецком крае, на реке Билине, у подножия Рудных гор, в 85 км к северо-западу от Праги, и 20 км от границ с Германией. Является административным центром района Мост. Площадь 86,94 км².

## История
Город основан (предположительно) в X веке (впервые упомянут в летописи под 1040 годом как Гневинский Мост) на торговом пути из Праги во Фрайберг; путь проходил по деревянным мостам через болота (теперь полностью осушенные; отсюда и название города).
В XIII веке некоторое время принадлежал рыцарям-крестоносцам.
При Пржемысловичах, которым город отошёл в 1238 году, Мост стал центром торговли и предпринимательства. Был славен виноделием, которое затем пришло в упадок (ныне отрасли, традиционные для Моста, — виноделие и садоводство — возрождаются). В течение XV—XVI вв. не раз страдал от пожаров; в ходе крупной реконструкции после пожара 1517 года в Мосте были построены замечательные здания городской ратуши (в стиле ренессанс) и кафедрального собора. Во время Тридцатилетней войны 1618—1648 годов был занят шведскими войсками.
В XIX веке близ города началась разработка буроугольных месторождений; угледобывающей промышленности Мост обязан своим дальнейшим развитием.

## Снос исторического Моста
В 1965 году начался снос старого города, который сегодня по количеству памятников истории можно сравнить с любым историческим памятником страны. Старый город был постепенно разрушен в течение более двух десятков лет. Самые старые части города были разрушены уже в течение первых десяти лет сноса. Многие ценные дома, в том числе более двадцати готических зданий, сохранились в старом городе до его сноса, причем больше их на такой небольшой территории только в Праге.
Первые жители переехали в новый Мост в январе 1965 года на улицу Поджатецка.
В том же году было создано Управление главного архитектора, которому было поручено координировать строительство уже нового города в стиле модернистской архитектуры. В том же году было принято решение о переносе церкви Успения Девы Марии по искусственному пути (был завершен в 1988 году).
Снос старого города закончился 1 апреля 1987 года, когда от первоначального города ничего не осталось, кроме перенесенной церкви и первоначального района города Загражаны.
В 1970-е почти весь исторический центр города был снесён из-за обнаружения под ним большого угольного пласта и был сооружён новый город Мост к югу от железной дороги.
Мост — единственный районный центр в Чешской Республике, где его географический центр ничем не отличается от обычного спального района.

## Современность
Центральная площадь города - Первая площадь (чеш. První náměstí). Один из главных центров по добыче бурого угля в стране. Химическая промышленность, электрометаллургия. Крупная ТЭС. Важный железнодорожный узел (вывоз бурого угля).
Неблагополучная экологическая ситуация; в городе велика доля безработных (около 15 % по данным 2010 г, ~7% в 2023; один из самых высоких показателей в Чехии).
Костёл Вознесения Девы Марии (1602) — единственное здание, пережившее снос исторического центра города: церковь осенью 1975 была перемещена по специально сооружённой рельсовой дороге на новое место (в 840 м от угольного разреза) и полностью сохранилась; православный монастырь. Гневинский замок (чеш. Hněvín). Театр. Планетарий и обсерватория, автодром, ипподром, аквапарк.

## Транспорт
Помимо автобусов, общественным транспортом являются также трамваи.
В городе действует транспортная компания совместно с соседним городом Литвинов.

## Население
| 1869    | 1869    | 1880    | 1880    | 1890    | 1900    | 1910    | 1921    | 1930    | 1930    | 1950    | 1950    |
| ------- | ------- | ------- | ------- | ------- | ------- | ------- | ------- | ------- | ------- | ------- | ------- |
| 11 262  | ↘6308   | ↗18 649 | ↘10 136 | ↗27 292 | ↗40 701 | ↗48 621 | ↗51 727 | ↗56 751 | ↘28 212 | ↗46 328 | ↘26 516 |
| 1961    | 1961    | 1970    | 1970    | 1980    | 1980    | 1991    | 1991    | 2001    | 2014    | 2016    | 2017    |
| ↗44 460 | ↗56 857 | ↘54 748 | ↗61 158 | ↗61 543 | ↘60 562 | ↗70 670 | →70 670 | ↘68 263 | ↘67 332 | ↘67 002 | ↘66 768 |
| 2018    | 2019    | 2020    | 2021    | 2021    | 2022    | 2023    | 2024    |         |         |         |         |
| ↘66 644 | ↘66 186 | ↘66 034 | ↘65 341 | ↘61 306 | ↗62 866 | ↗63 856 | ↗63 882 |         |         |         |         |

## Города-побратимы
- Веспрем, Венгрия
- Меппел, Нидерланды
- Мариенберг, Германия

## Фотогалерея

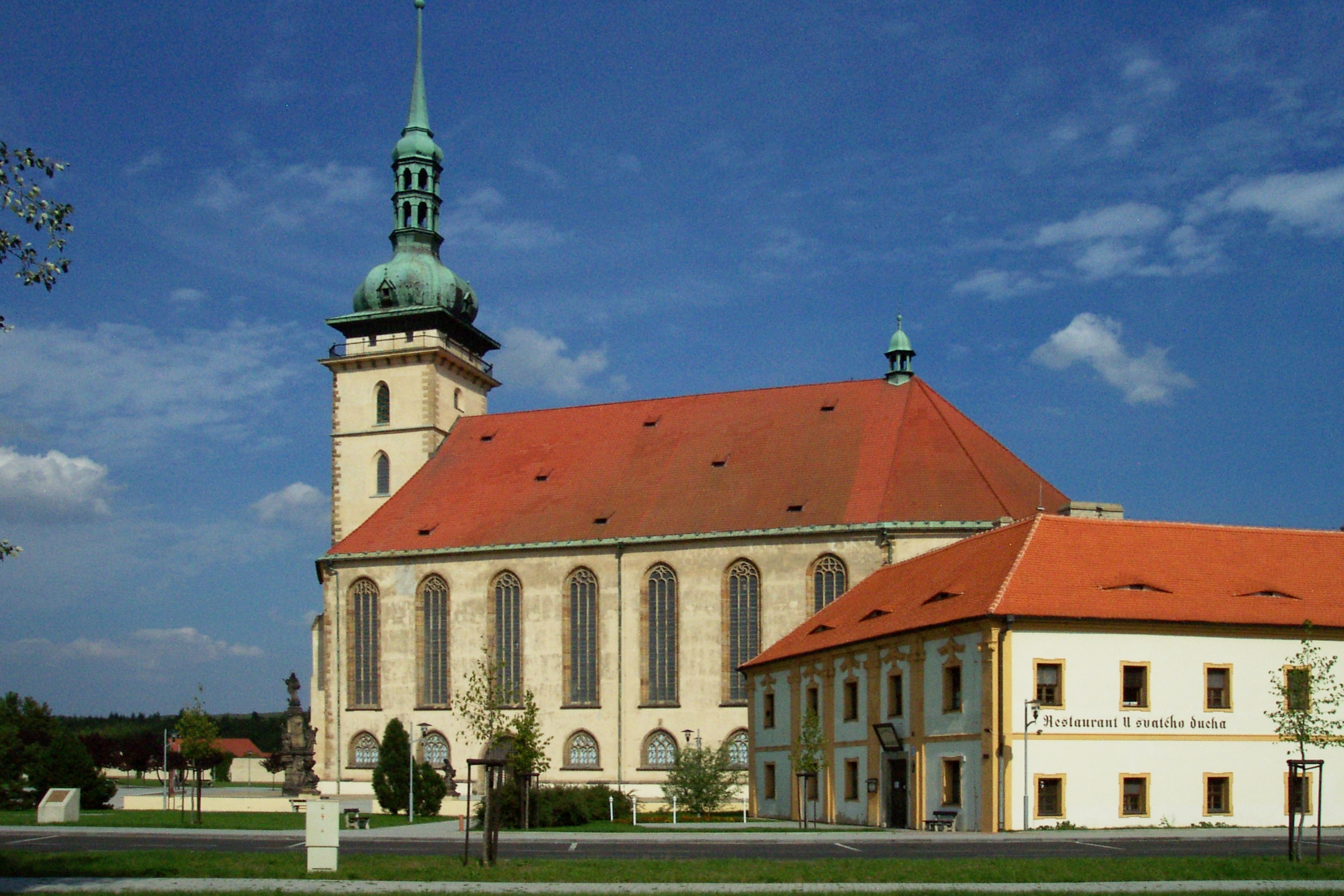
Костел Вознесения Девы Марии
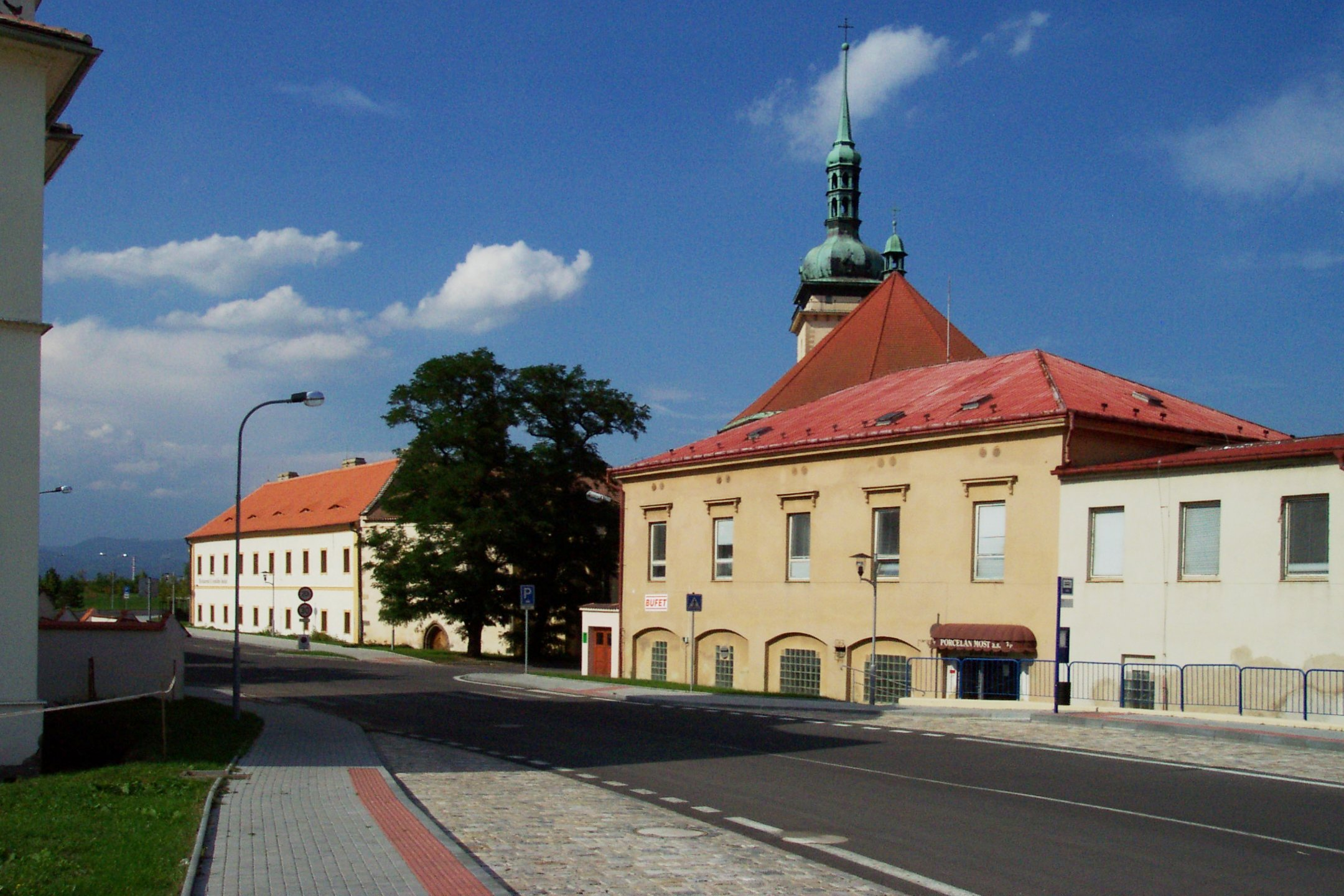
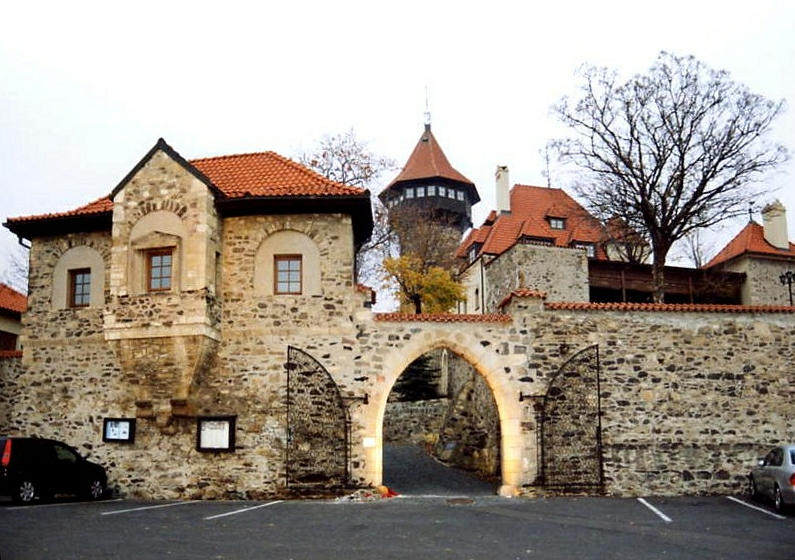
Гневинский замок
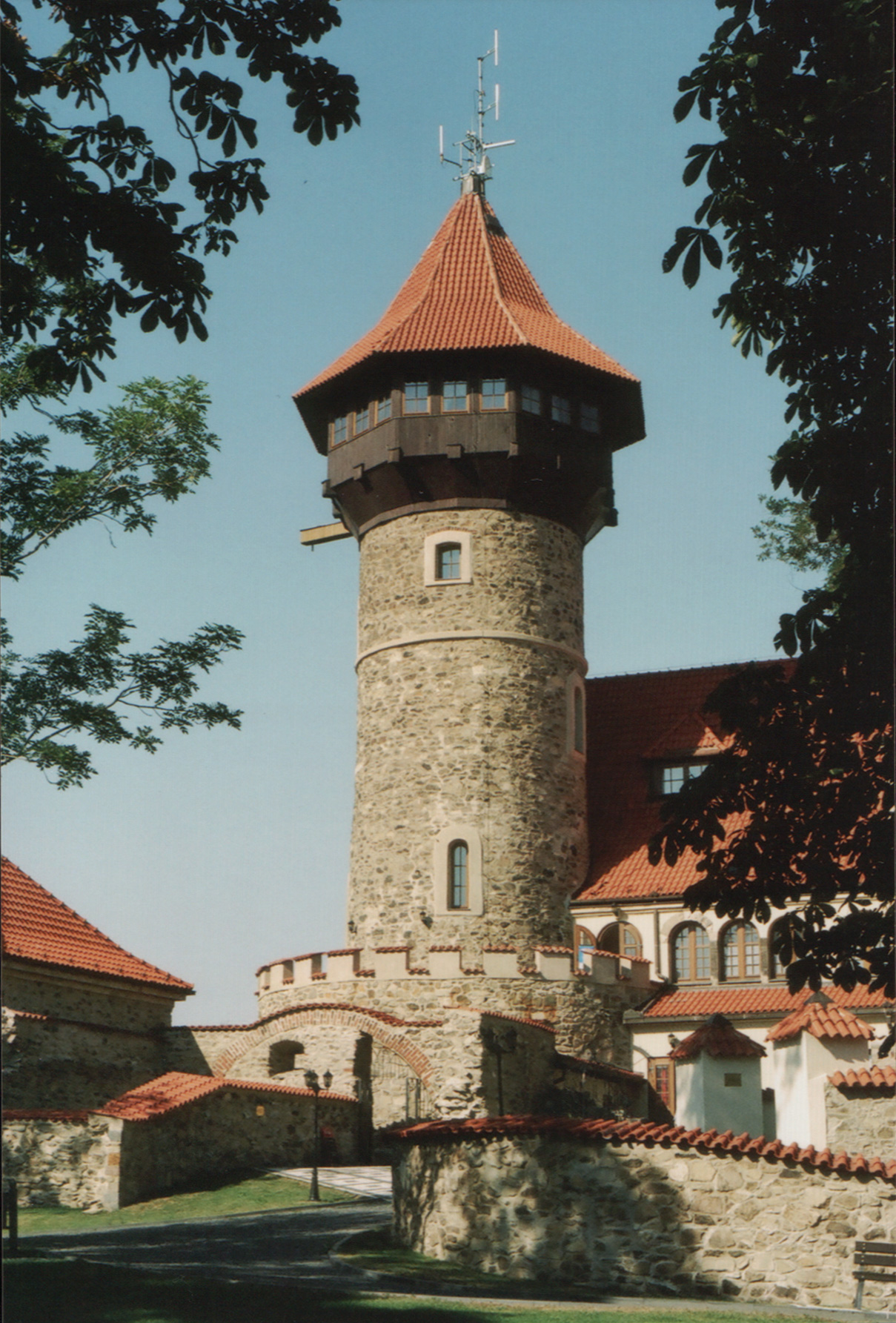
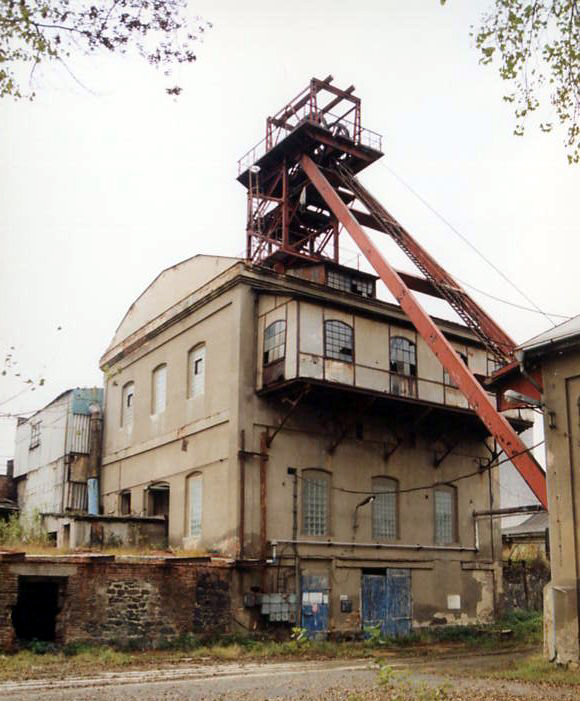
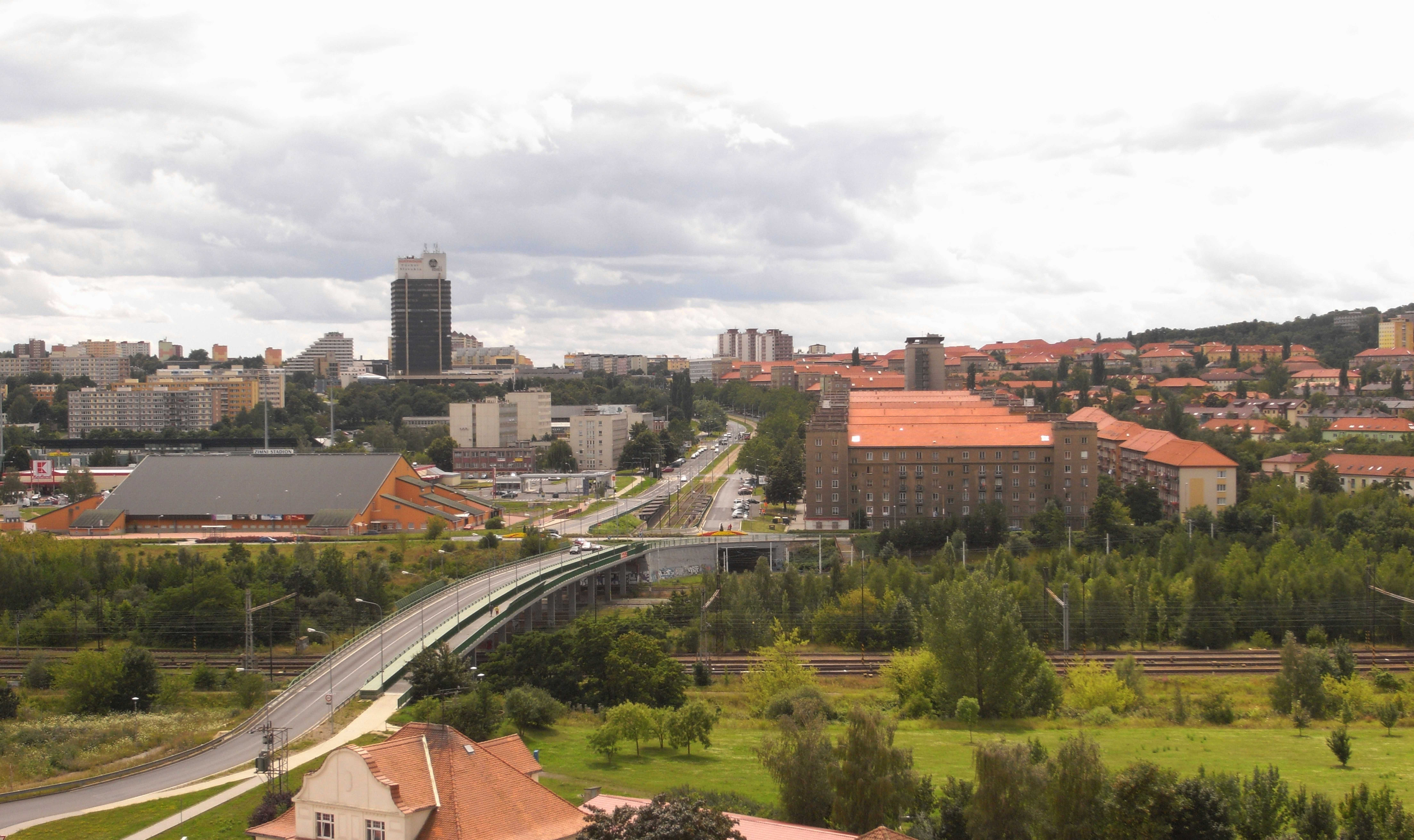
Новый центр города
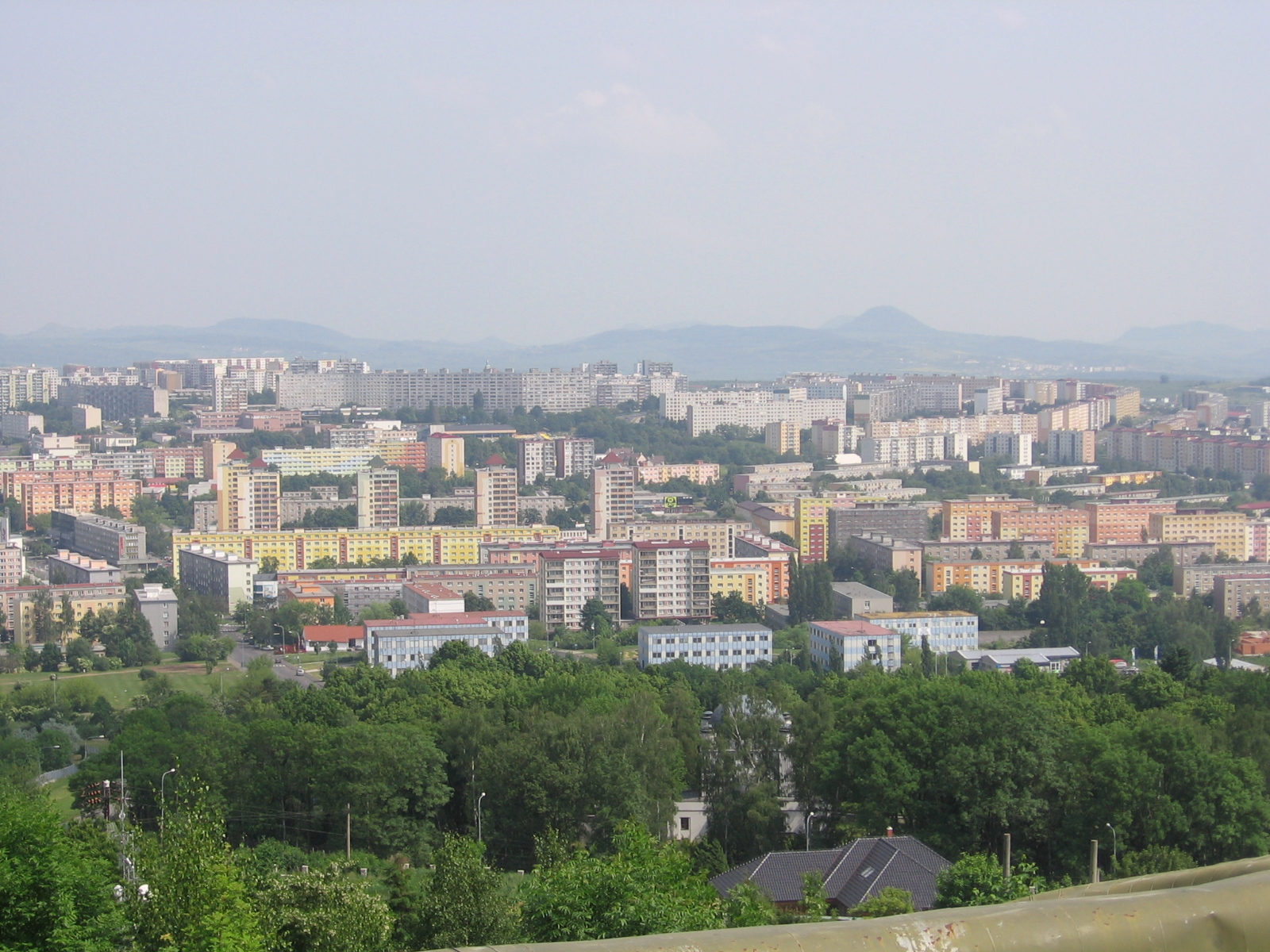
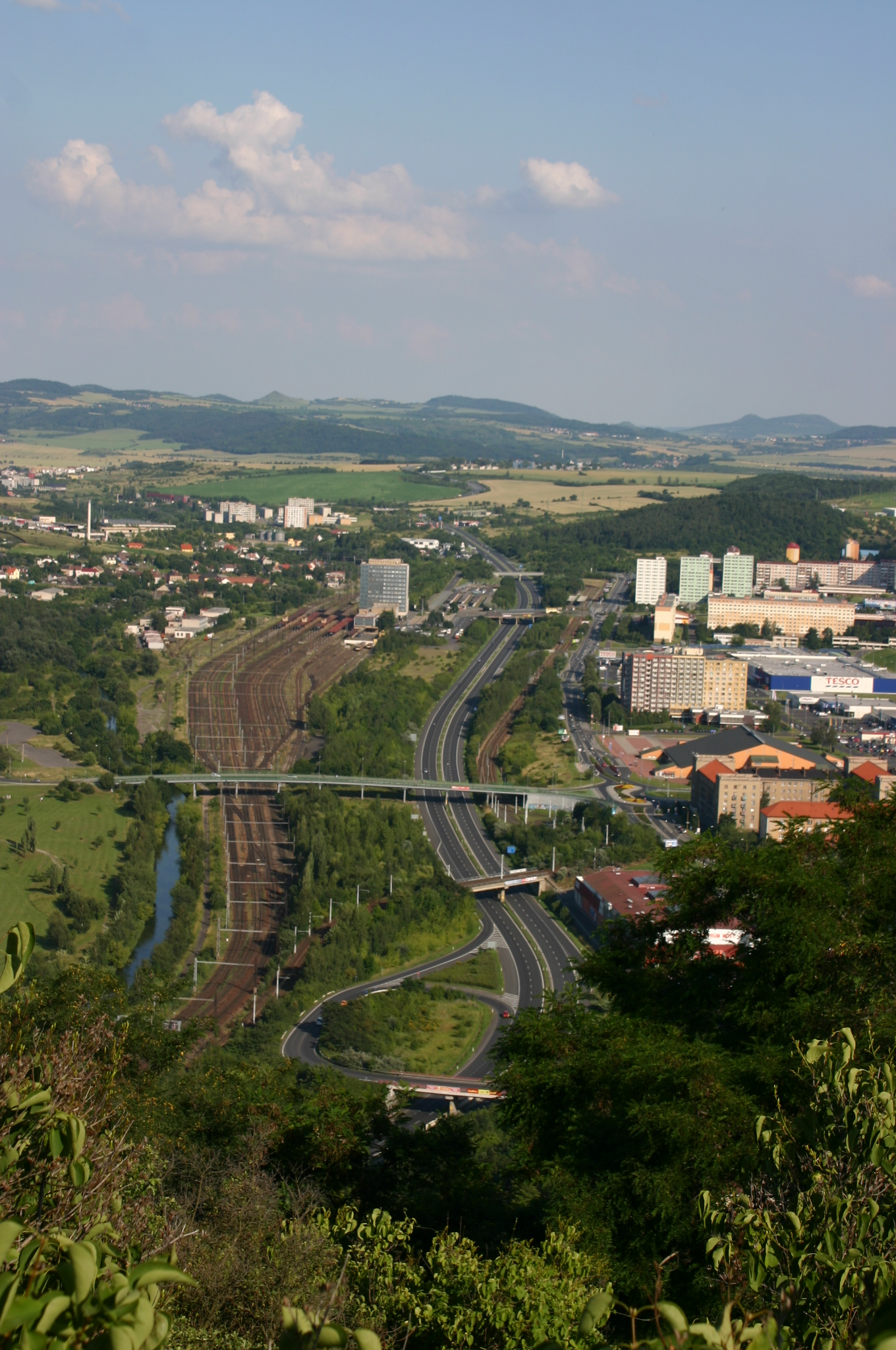
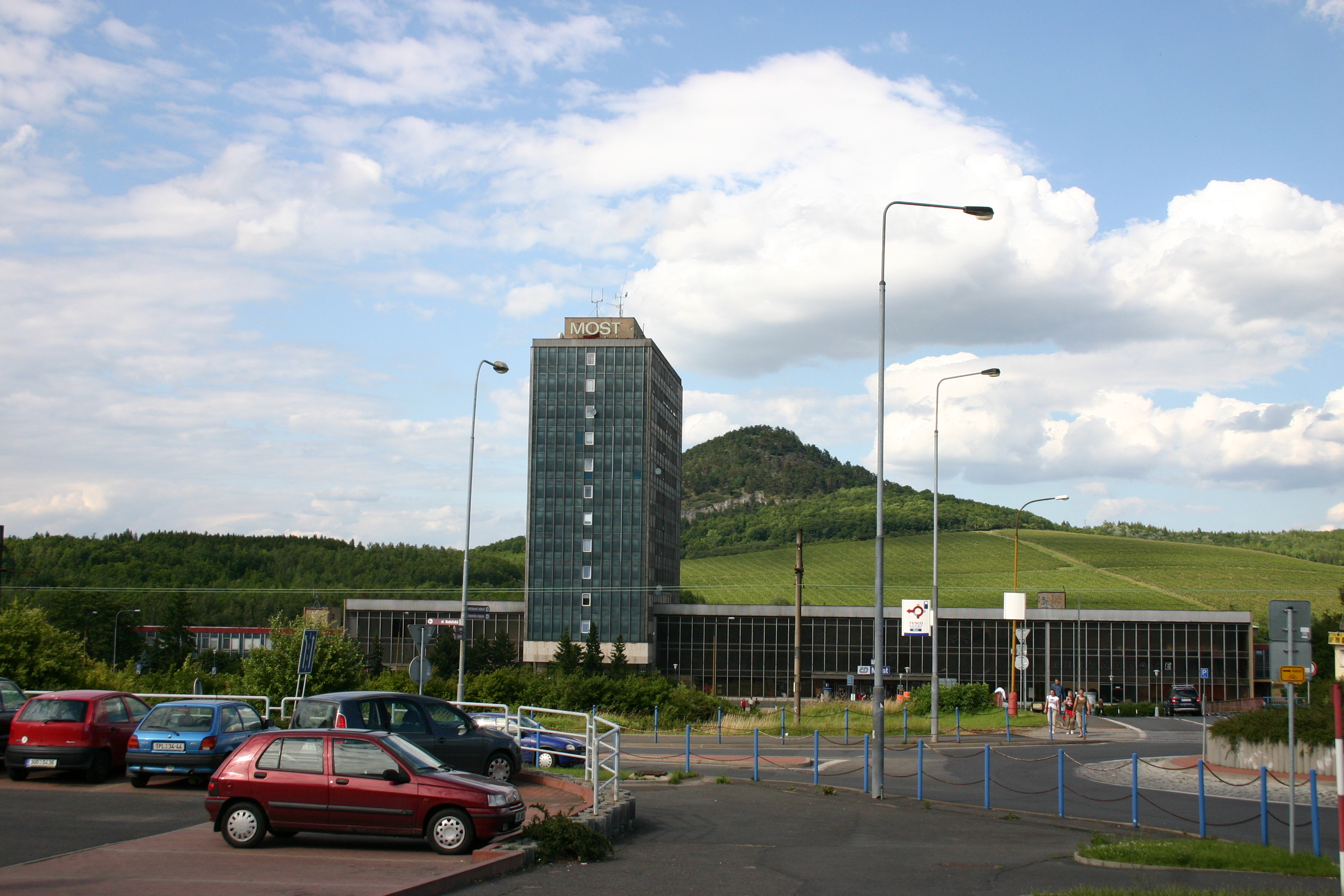
Вокзал
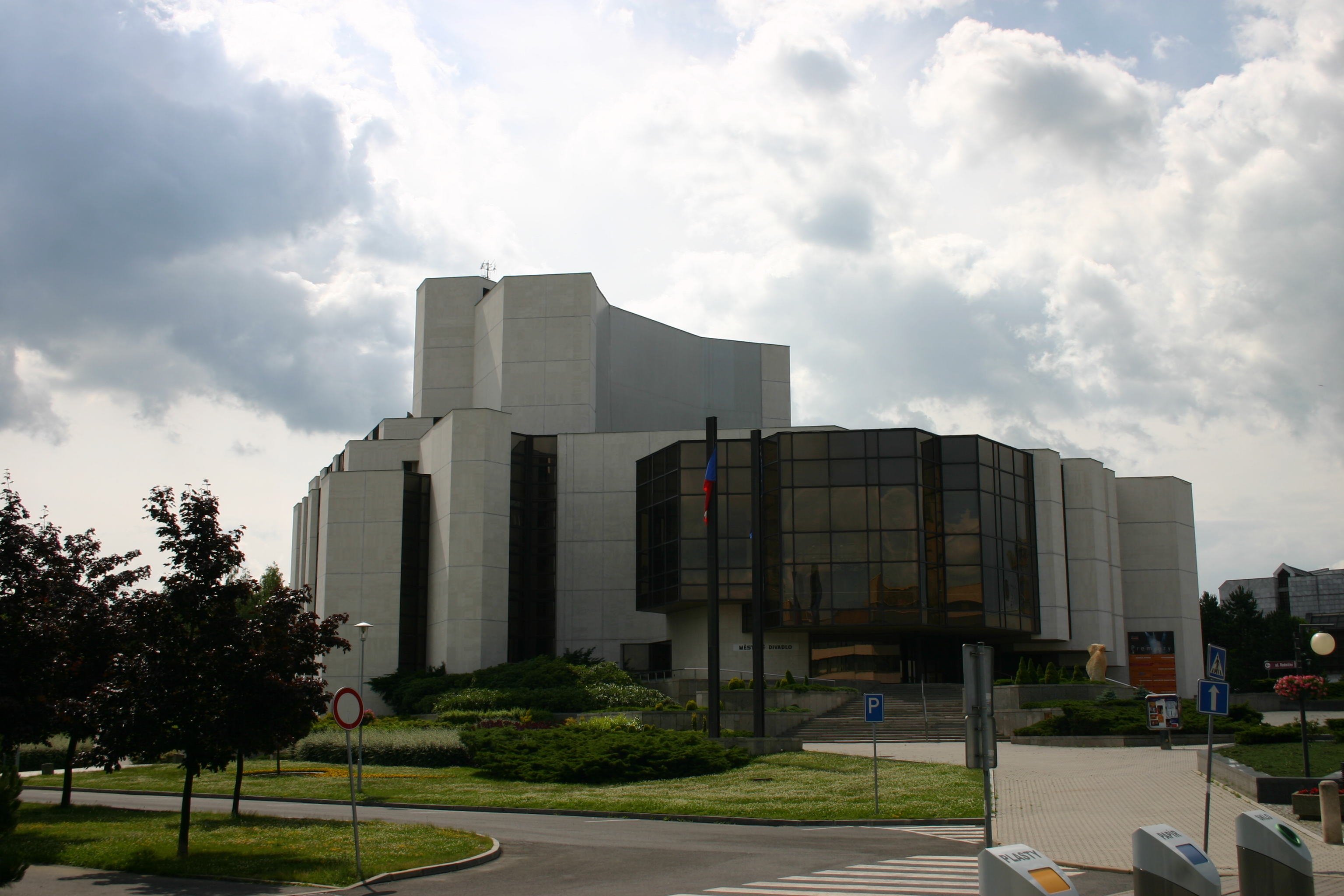
Театр
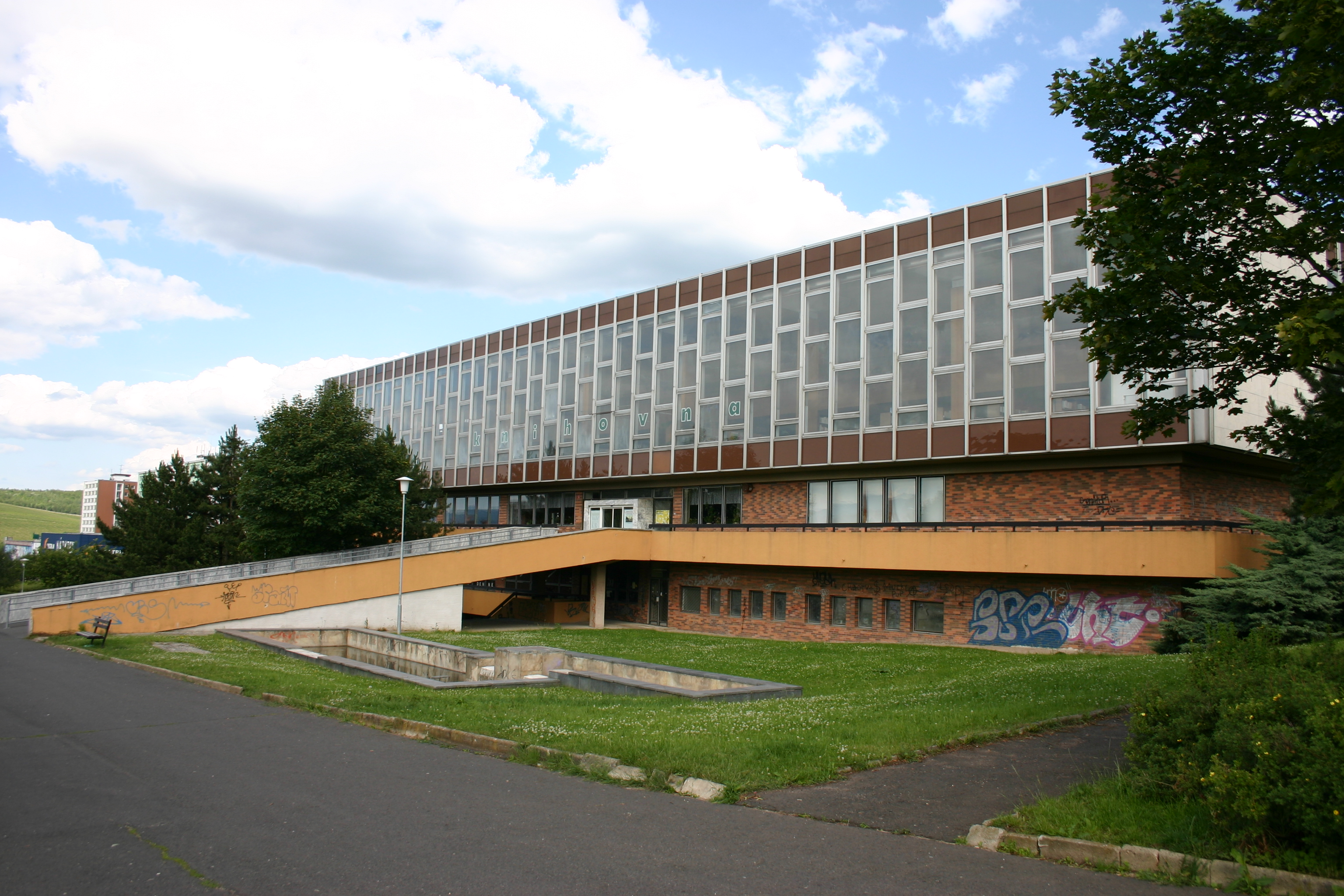
Библиотека
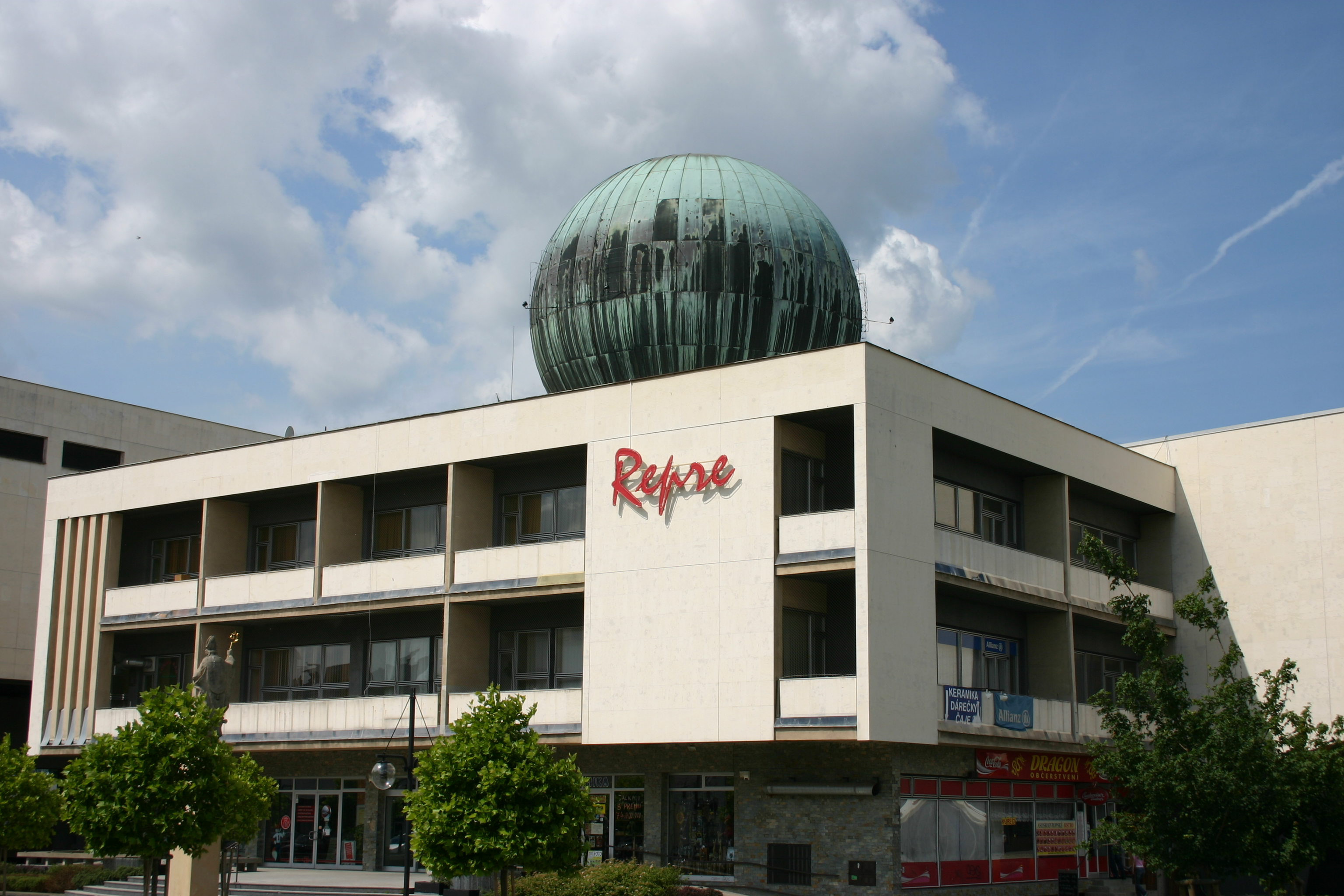
Планетарий
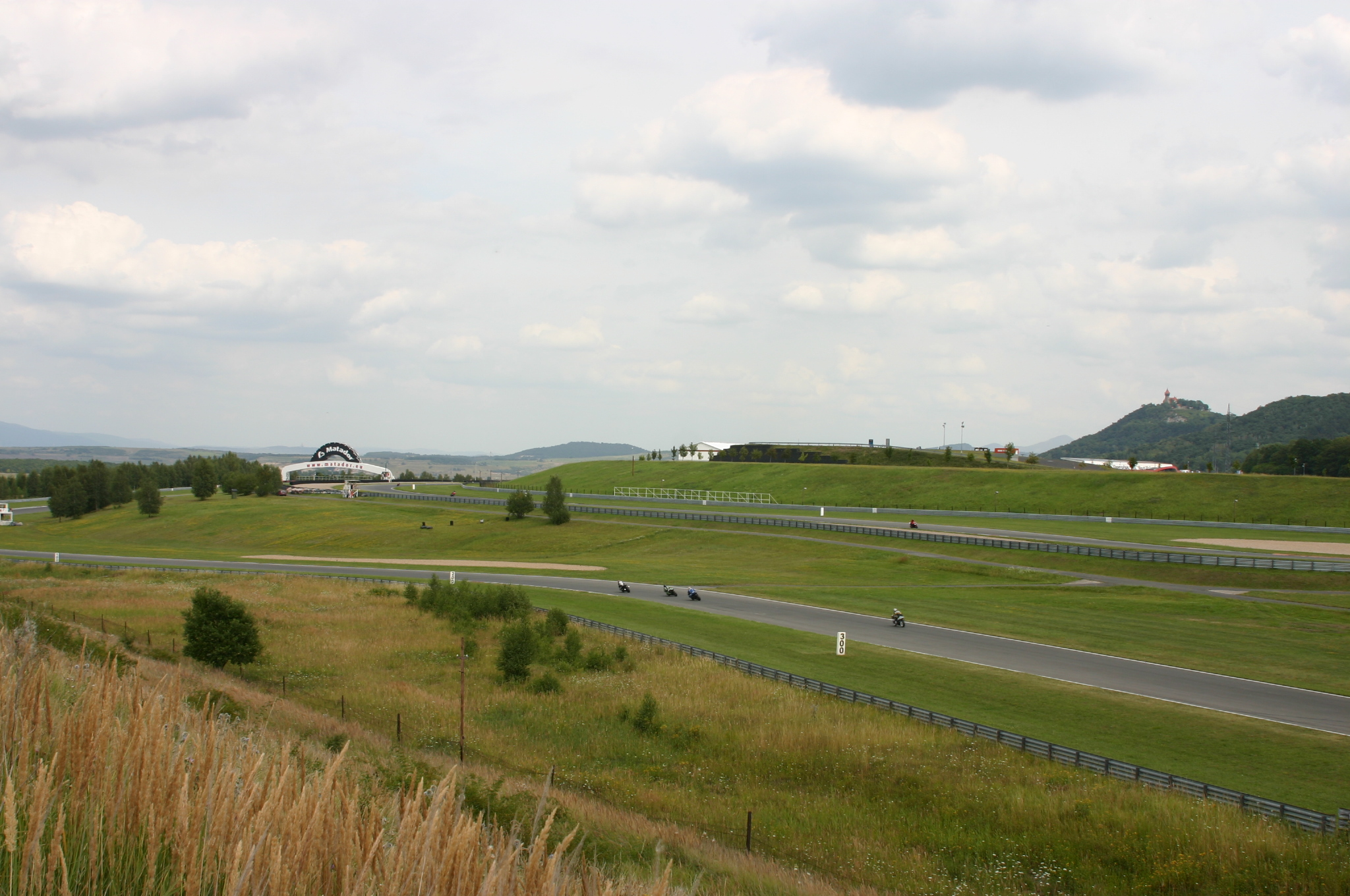
Автодром
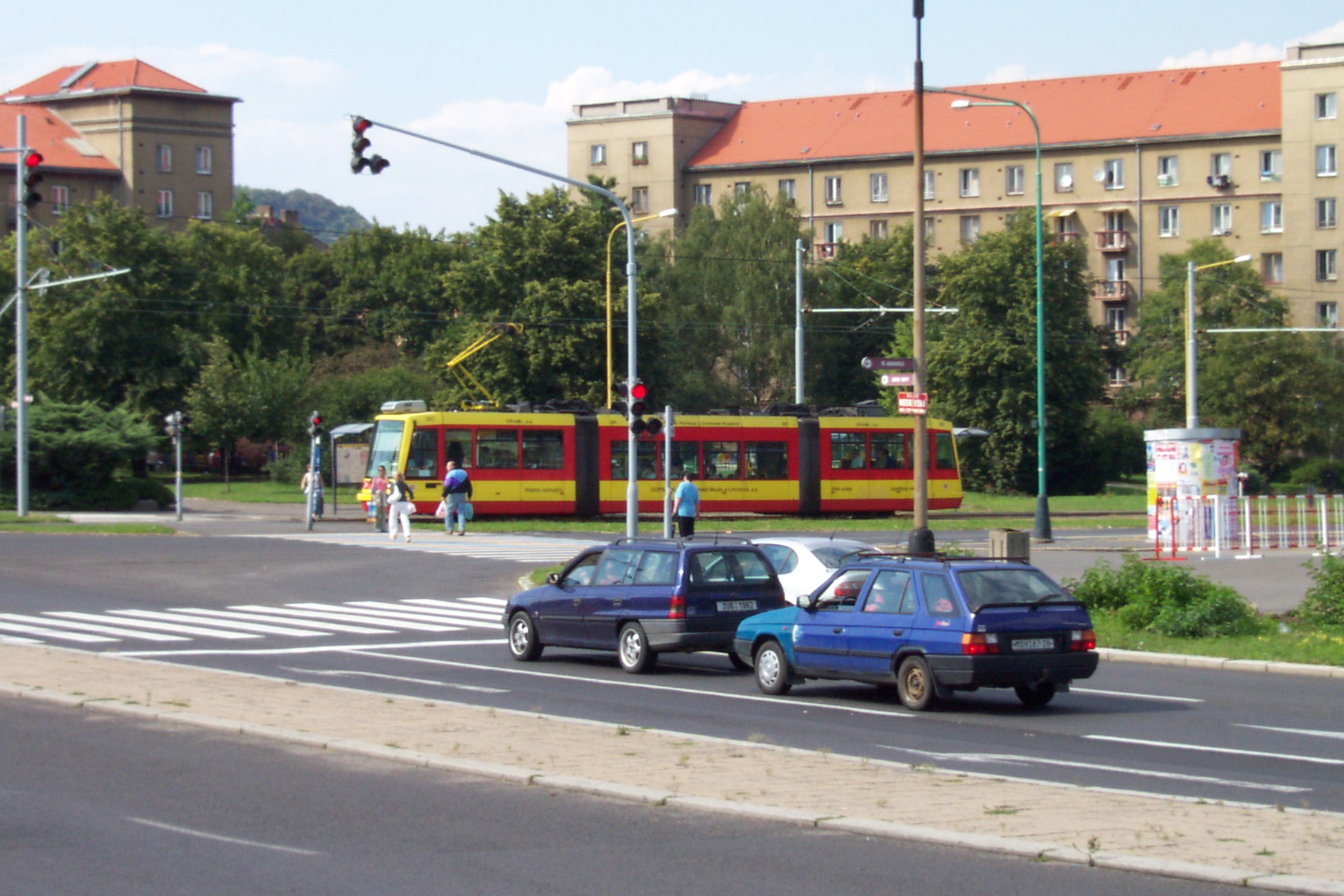